# 莫塞
莫塞（法語：Meaucé，法語發音：[mose]）是法国厄尔-卢瓦省的一个市镇，属于诺让勒罗特鲁区。

## 地理
莫塞（48°29'8"N, 1°0'7"E）面积11.33 平方千米，位于法国中央-卢瓦尔河谷大区厄尔-卢瓦省，该省份为法国北部内陆省份，北起顺时针与厄尔省、伊夫林省、埃松省、卢瓦雷省、卢瓦-谢尔省、萨尔特省和奧恩省接壤。
与莫塞接壤的市镇（或旧市镇、城区）包括：沃皮永、布勒通塞勒、勒帕圣约梅。

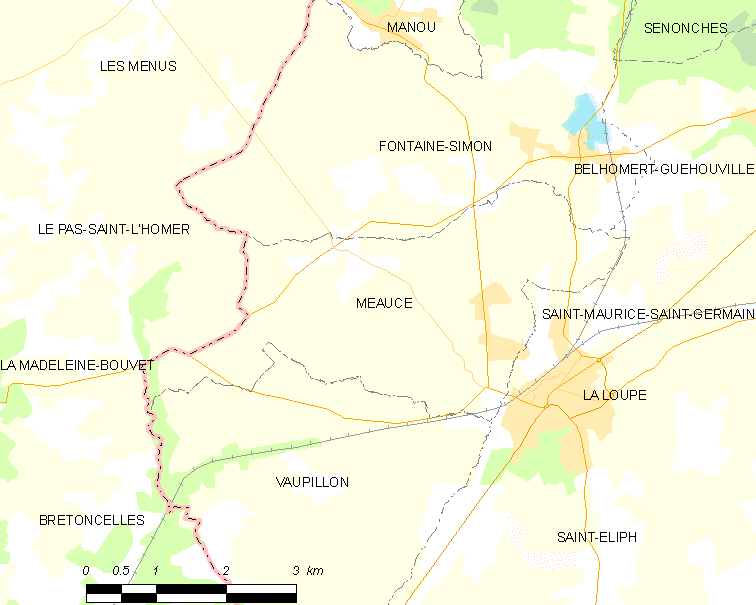
莫塞的OSM定位图

莫塞的时区为UTC+01:00、UTC+02:00（夏令时）。

## 行政
莫塞的邮政编码为28240，INSEE市镇编码为28240。

## 政治
莫塞所属的省级选区为诺让勒罗特鲁县。

## 人口

1962-2008年间莫塞人口变化图示

莫塞于2022年1月1日时的人口数量为499人。